# セカンドソース
セカンドソース (Second source) とはある会社が市場に供給している製品（オリジナル製品）に対し、他社が供給している同じ仕様の製品。半導体製品の分野で使用されることが多い。セカンドソースに対し、元々の製品はオリジナルやオリジナル製品、英語では"the first source"と呼ばれる。
狭義には、他社がオリジナル製品の製造会社と正規にセカンドソース製造契約を結んだ上で、設計情報の開示を受けて製造・販売する同一仕様の製品を指す。
広義には、需要者の視点で代替可能な、オリジナル製品と仕様が同じ他社製品全般を指す。この中には、オリジナル製品製造会社と契約を結ばず、無断で同一仕様の製品を製造・販売するものも含む。リバースエンジニアリングでマスクパターンを抽出して同一製品を作るものから、仕様を元に独自開発するものまで、さまざまな形態がある。
また「セカンドソース」はハードウェア的に直接置き換え可能な製品に対して使用される。
例えば、インテル製のCPUであるi80286に対しAMD製のAm80286は差し替えてもそのまま動作するため、セカンドソースと呼ばれる。一方、インテル製のPentium IIIシリーズのCPUに対し、AMD製のAthlonシリーズのCPUは、命令セットなどに互換性があり同じソフトウェアを動作させることはできるが、パッケージ形状やピン配置が異なり直接置き換えることはないため、通常はセカンドソースと呼ばれない。
セカンドパーティーという言葉があるが、本項とは関連は無い。また、そのような関係（下請け）で作られた半導体製品もセカンドソースとは言われない。

## 背景
今も昔も最新の半導体製品の生産設備を整えるには、大きな設備投資と2年前後の期間が必要であり、半導体の需要増に応じて半導体製造会社が自社の生産能力を拡充するのは困難である。
半導体製品の中でも低集積度な製品を除けば、ほとんどすべてが製品ごとで機能が異なり、多くの場合、他社製品では代替が利かないものが多い。一旦、需要が供給を上回ればアロケーション（Allocation、割り当て）となり、需要者が入手可能な数量や価格は供給者側の思惑に左右されるので、需要者からすれば入手先が複数存在する方が有利となり安心もできる。また、半導体製品は生産の初期段階では歩留まりが悪いことが一般的であり、他の枯れた技術に基づく工業製品よりも製品出荷時期や量産時の入手性には不安定要素が大きい。
需要者である電機メーカーなどは、最終製品の設計を行った後では、その半導体を他の製品に置き換えることは不可能なほど、その半導体の機能に依存した製品開発を行うようになっており、こういった不安定な供給に対しても、ただ供給量の向上を待つ他にすべがない事が多い。需要者は半導体製品の採用決定過程で、可能ならば、供給元が単独の企業に限られる製品を避け、複数のメーカーが生産しているものを選ぶという対策を取った。また、この観点からIBM社が自社パーソナルコンピュータの開発を行う途上、インテルよりi8088の供給を仰ぐに際して、他社とセカンドソース契約を結ぶ様にインテルに義務づけた。
やがて半導体の供給者は需要者が半導体製品を選択する時点で、製品の供給における不安を払拭することが大きな採用動機と成り得ることを理解し、同業他社とセカンドソース契約を結んで半導体製品の設計情報を開示し、同一仕様の製品を許可したり、製造を委託したりすることが行われるようになった。

### 利点
オリジナル側では、他社の手を借りることで、自社で賄えない需要を満たすことができる。また、他の会社からも同一製品が出ることで、製品に対する信用を勝ち取ることができる。その他に、自社製品の規格に則った製品の勢力を広げてデファクトスタンダードを獲得するうえでも有利である。
セカンドソーサ側では製品開発費を掛けずに確実な収益が見込まれる。また、ある程度市場が形成された所へ参入することで、事業のリスクを減らせる。オリジナル製品の設計を直に学ぶことで、例えば、さらに高機能なものや、高速動作、低消費電力といった元の製品を越える製品を開発するチャンスを得る。
需要者側にとっては、複数の供給源を持つことで供給途絶のリスクが軽減でき、公平な価格形成が期待できる。数十年といった非常に長期間の使用を望む場合には、オリジナルのディスコン（Dis-continue、供給終了）にもある程度の供給延長が望める。

### 欠点
オリジナル側にとっては、充分な生産ラインがあれば当然自分の物にできた利益を、みすみす他社に渡すことになる。また、セカンドソーサとの競争を強いられる。開発費を負担しないセカンドソーサが往々にして廉価な価格を顧客に提示するのに対して、オリジナル側は開発費を償却しつつ販売することから、苦戦を強いられ、セカンドソーサが製品に付加価値を付けた場合には、これに対応する必要もある。自社技術がセカンドソーサ側に流出する点も問題である。
ことに正規の契約を結ばずに無断で同一仕様の製品が投入される場合には、製造数量や性能等に歯止めが効かず、供給過剰を起こして価格が下がることもあり、オリジナル製品より優れた製品が廉価に氾濫する市場に立ち向かわなければならないので、収益性が悪化する。
これに対するには、常に新製品を開発し販売することで先行者利益を確保し続ける必要がある。
セカンドソーサ側は、オリジナルの後で生産を始めることから、価格が低下した頃に参入せざるをえず、大きな利益を得ることは難しい。また、オリジナル製品と同等の仕様では、商品としての魅力を訴求することができない。
オリジナル側の戦略の影響を受けやすい。オリジナル側ではセカンドソーサが生産することで価格低下した製品カテゴリに対しては、率先して新製品を開発し、従来製品を陳腐化する戦略に出ることが利に適っており、セカンドソーサにはその時期を知ることや操作することは不可能である。セカンドソース契約に基づいて生産を行う場合は、数量や性能等に制約をつけられることも多い。加えて、セカンドソース契約を継続するにはオリジナル側の意図に反する行為に出ることも困難となる。
需要者側では、セカンドソース製品の仕様について、オリジナルと互換性を充分保っているか精査する必要がある。マスクパターンレベルでの複製であれば差異はプロセスレベルに局限化できるので機能の検証の手間が少なくなるが、セカンドソーサが仕様レベルから自社開発した場合には、出来上がったセカンドソース製品の仕様に微妙な差異が生じ、これが互換性の面で問題になることもある。
- Intel 8080Aのセカンドソース製品であるNEC 8080Aは、フラグレジスタの動作定義が一部異なり、ソフトウェアに一部問題が生じた。NECは、後に動作定義をオリジナルと同一にした8080AFを発売し、市場に受け入れられた。
- モトローラ製MC6800のセカンドソース製品である富士通製MB8861では命令が追加されているが、この追加命令を前提にしたソフトウェアが開発されるとMC6800搭載製品では動作しないのでプログラム開発、在庫管理に注意を要する。
- モトローラ製MC6809のC-MOS版である日立製HD63C09では、オリジナルの未定義命令コードの一部に拡張命令を追加している。しかし、すでに開発されているソフトウェアの中にはオリジナルの未定義命令の動作を前提にしているものがあり、HD63C09搭載製品では動作しない。
- インテル製8251には仕様上のバグがあり、ソフトウェアもこのバグを回避するように作成されていた。一部のセカンドソーサはこのバグを修正した8251を出荷したが、却ってバグ回避プログラムが誤動作した。

### 補足
半導体製品以外の工業製品については、2番手戦略が取られることがある。先行企業が新製品を開発して大規模な宣伝を行い、新しい市場が生まれたところへ、同業他社が模倣製品や改良製品、低価格製品で参入してきて先行者のシェアを奪うことも行われている。先行企業は、失敗の可能性も覚悟しつつ多額の投資を行う必要があるが、後続企業は、すでに開拓された市場に参入することからリスクを抑え、また、先行製品の模倣をすることで開発費用を抑えることができる。優れた量産技術があれば、リスクと開発費を抑えつつ充分な利益を享受でき、後続の会社の方が多大な利益を挙げることは珍しくない。
半導体製品では、従来の工業製品に比べて先行者利益が大きく、また、製品の陳腐化が早い。いち早くハイエンド製品を市場に投入できれば、それに高い販売価額を設定することが可能で、高い収益を期待できる。その一方で、製品の世代交代が早く、当初のハイエンド製品はミドルレンジに落ち、やがてローエンドへと落ちる。同時に製品に設定できる販売価額も急速に下げて行かざるを得ず、収益も期待できない。ハイエンド製品のセカンドソースを開発しても、市場に投入する頃にはミドルレンジないしローエンドとしてしか受け入れられず、高い収益を上げるのは困難である。

## 類似の用語(日本語)
同一仕様の他社製品を指し示す用語としてはセカンドソース以外にも幾つかの言葉がある。以下は、それらを説明する。

### 互換品
需要者側の視点で、セカンドソース契約の有無にかかわらずオリジナル製品と置き換え可能な製品を指すことが多い。
なお、半導体集積回路に限らず、広義の意味で同一仕様の他社製品を指す。トランジスタについては、セカンドソースといわず、互換品と言う。
例) 2SC372 の互換トランジスタは 2SC1815、2N3055の互換トランジスタは、ECG130、2SC766

### ピンコンパチブル・ソケットコンパチブル
オリジナルの有無に関係なく、またオリジナルの会社の製品同士であっても、製品の端子配列を先行製品と同一にして、基板を変えることなくそのまま次の製品が使用可能なことを指す。
基板から元々の製品を引き抜いて空いたソケットに異なる製品を挿入しても、ほとんど同じように使用できることから、ピンの入出力のレベルで互換性が保たれていることを指して言う。
新製品が新たに獲得した機能のすべてが従来のソケット上で実現できるか否かは問わず、それまでソケットにあった従来製品の機能レベルは実現できるというニュアンスは含まれるが、それも確実ではなく、同じソケットで動作するということだけが確実である。

### 相当品・同等品
主に、セカンドソーサ側から、或いは、流通の面から、互換製品であると主張するニュアンスで、同一仕様の製品を指す。

### 複製品
同一仕様他社製品を指すが、オリジナル製品の開発・製造会社側と正式な契約を結ばず、無断で作られたコピーというニュアンスが強い。

### 模倣品・デッドコピー
主に、オリジナル製品の側の視点より蔑称の意味を込めて呼ばれる。正規のセカンドソース契約を結ばず、公開されているオリジナル製品の仕様を元にして製品を開発・製造したり、製品にリバースエンジニアリングを行って設計情報を得て製造する。
知的財産権の概念が希薄だった時代には、他社がオリジナル製品を購入して開封し、製品の構造を顕微鏡で拡大撮影してマスクパターンを作成し、それを用いて同一製品を製造することも行われた。これに対しては、当初直接防止する法的手段がなかった。米国産の半導体製品を日本でコピーする例が相次ぎ、米国からの抗議をうけて、半導体集積回路の回路配置に関する法律が制定された。現在では、加えて特許や著作権等の知的財産権でオリジナル製品を保護するようになり、無闇なデッドコピーは影を潜めている。
なお、模倣品・デッドコピーの語は、半導体製品に限らず、広範囲な製品、ブランド製品の海賊版についても用いられる。

### クローン
正規のセカンドソース生産契約を結ばずに、同一仕様の製品を作るという点はデッドコピーと同様であるが、更に幾つかのニュアンスが加えられる。なお、英文中でcloneと表記する物とは必ずしも対応しない。
- 冷戦下で西側諸国のコンピュータ製品と同一仕様の物が、何時の間にか東側諸国で作られている時に、これらの製品を指して言うことが多い。

例) U880は、旧東ドイツにおけるZ80のクローンである。T34BM1は、ソ連におけるZ80のクローンである。
- オリジナル製品を開発した会社の法的効力が及ばない国や地域で、無断で作られる物を指して言われることがある。

例) DJS-054は、中国におけるi8080のクローンである
隔絶した商業圏で製造され、製品の交易があまりないことから、これらの製品は商業的にオリジナルの代替品として用いられることがなく、一般にはセカンドソースと呼ばない。
なお、クローンの語は、半導体集積回路に留まらず、パソコン、汎用コンピュータ等、幅広い製品に対しても用いられる。
例) IBM PCのクローン、Apple IIのクローン、システム/360のクローン

## 類似の用語(英語)
英語で同等品を指す語も幾つかあるが、外来語として日本語文中で用いる場合とニュアンスが異なる場合がある。ことに、clone(クローン)は要注意である。

### second source
正規のセカンドソース契約を結んだ上で製造されるもの。日本語でセカンドソースと言う場合より限定して用いられる。設計情報等もオリジナル側から提供されているものを用いる例が多く、互換性の面でも問題が少ない。

### clone
製品仕様からセカンドソーサ側が独自に開発した物を指すことが多い。下記のunlicensed cloneとの対比で、主に、正規のセカンドソース契約を結んだ上で製造されるものを指すが、契約を結ばずに製造されるものを指すこともある。
例) μPD780 は Z-80 のcloneである。なお、この製品は正規のライセンス契約に基づいていない。

### unlicensed clone
正規のセカンドソース契約を結ばずに製造される物を指す。日本語で言う模倣品、デッドコピー、クローンに近い。

## 戦略
かつては製造上の理由や自社製品普及の視点からセカンドソース製品については、許容、黙認、或いは積極的にライセンス契約を結んでセカンドソースを広めることも行われた。これは自社規格の製品の勢力を大きくする上でも役に立った。
しかし量産技術が発達し、自社で需要を賄えるようになると、オリジナルの視点に立ってみればセカンドソースのデメリットが目立つようになり、一転してセカンドソースを許さない方針へと転換する傾向にある。セカンドソース製品の防止、排除については、知的財産権を以て当たることが多い。
なお、増大する需要に応じるにあたり、従来のセカンドソース契約による同業他社への生産委託から、ファブ専業業者への生産委託に切り替えて、技術の流出を防止しつつ需要を賄う方法がとられる。

### 回路配置利用権
回路配置利用権は、半導体集積回路の回路配置に関する法律で規定される、回路の配置に関する権利である。回路の配置情報、具体的にはマスクパターンをセンターに登録し、そのマスクパターンの権利が10年間保護される。他社がそのマスクパターンに基づく製品を製造することはできない。チップの拡大写真を撮ってマスクパターンを起こし、同一製品を作ることを防止する。

### 特許
製品の仕様の全部、または、一部について、発明の視点で捉えて、これを特許として出願・権利化して他社の模倣を排除する。
例) CPUのバスの仕様について特許を取り、他社製品を排除する。Pentium IIのバスを、AMD製品に使わせない等。
なお、特許の有効期間は著作権のそれと比べて短いが、一般に半導体製品の製品寿命は短いので、他社製品を排除して差を付けるには有効である。

### 著作権
CPUにおける、マイクロコードについての著作権が認められている。また、命令コード体系にも著作権が認められている。著作権は権利の保護期間が特許に比べて長く、ソフトウェアの面から見る製品寿命を充分カバーできるものと思われる。
例) V30を巡るインテルとNECの係争について、マイクロコードに著作権を認められるかどうかが問われた。判決では、
- マイクロコードに著作権は認められる。
- ただし、i8086については著作権表示がなかったので、権利を主張できない。

としている。
この前後より、CPUには©（コピーライトマーク）が付けられるようになった。

### 商標権
製品の名称を商標として登録し、他社同一仕様製品に類似の名称をつけたり、説明や宣伝の際に自社製品名を用いることを排除する。
例) Pentiumの名称をAMD製品に使わせない。
互換製品に類似の製品名をつけさせない、また、互換製品の説明のためにオリジナル製品名を使わせない様にして、顧客が互換製品の素性を理解するのを妨げる。
なお、半導体の製品名は長く型番(アルファベットと数字の組み合わせ)が用いられてきたが、これは商標として登録することが認められないため、製品を指し示すために何らかの語の組み合わせ、あるいは造語を充てる必要がある。
例) インテル製i80486あるいはi486では商標登録が認められなかったため、AMDが互換CPUにAm486と、互換性があることを明らかに連想させる製品名(型番)を使用することを排除できなかった。インテルは5を意味するギリシャ語接頭辞(pent-)と元素を示すラテン語接尾辞(-um)を組み合わせた造語「Pentium」を製品名として商標登録し、AMDが類似の製品名を使用することを妨げた。これによりAMDは、互換製品であるK5がPentium互換であることの説明を要し、負担が増えた。

### 訴訟
知的財産権を根拠に、セカンドソース製品の販売差し止め、損害賠償請求を行う。特に製品寿命の短い半導体製品においては、販売差し止めの仮処分を得ることが出来れば、セカンドソース製品の流通を効果的に抑止できる。最終的に訴訟対象製品の正当性が判決で裏付けられたとしても、すでに当該製品の商機は失われており、実質的にセカンドソース製品は市場に参入できない。
明らかに不当な訴訟、つまり、契約上許されている範囲の中でのセカンドソース生産や、オリジナル製品の権利を侵害していないことが明かなセカンドソース製品に対しても訴訟をしかける例もある。首尾よく販売差し止めの仮処分が出れば、やはり商機を失わせて効果的にセカンドソース製品を排除できる。
あるいは、仮処分を得られなくても、提訴はセカンドソース製品に対する威嚇・牽制の手段として充分に有効である。セカンドソーサが係争の当事者の立場に立たされれば対象製品を積極的に宣伝・販売することは憚られる。また、対象製品が提訴されている事実をもってセットメーカが採用を躊躇う効果も期待できる。判決が出るまでは時間がかかり、万一採用製品が後から違法な物として回収を命令された場合には、セットメーカはすでに販売・普及した製品の回収・部品交換と言った処置を迫られる可能性もある。そのリスクを避けるためにはあらかじめオリジナル製品を採用しておくのが無難である、という意志決定へ誘導できる。
例) V30を巡るインテルとNECの係争は5年にわたり、この間、NECは係争当事者として製品を積極的に売り込むことができず、また、V30を採用する動きは控えられた。最終的にはV30はi8086の著作権を侵害していないとの判決が出されたが、すでに32bit-CPUが主流となり、V30の市場はなくなっていた。
因みに、上記の訴訟は最終的に和解で決着がついたが、その際に、NECは以後i8086の命令体系を持つCPUを開発しないという条件がついているとされる。
また、インテルとAMDとのx86を巡る係争はPentium PRO/Pentium II以降のシステムバス（CPUとチップセットの間の伝送路）を使用しないことで和解に至っている。

## 現状
知的財産権の概念が浸透した現在では、先進各国相互で、デッドコピーや、クローンが見られることは少なくなった。近年は製品の高集積化が進み、パソコン用CPUを除けば、単体のCPUや周辺チップというデバイスは見られず、セカンドソースも見られない。集積チップも、製品毎に異なる構成を取り、ASICの性質を帯びて多品種少量生産の傾向を強めることから、敢えてセカンドソースをつくらずに、自社内で賄ったりファブ専業業者に製造委託することが多い。

### 汎用CPU
米国で開発される汎用CPUは、米国政府のプロパテント政策もあり、特許や著作権で厳重に保護されている。また、セカンドソース契約を結ぶことも少なくなり、セカンドソースを認めない方針へ転換した。例えばインテルはIntel 80286まではセカンドソースを採用して供給量の確保と規格の普及を優先したが、Intel 80386からはセカンドソースを原則廃止し、更にPentiumからはIBMへのライセンス契約も終了し、以後は全量を自社のみで製造・販売している。
また、半導体チップの生産のみを請け負うファブ専業の会社が成立したことから、オリジナル製品の下位品種をファブ専業会社に委託して需要を賄うことも行われている。例えば米AMDは製品のラインナップのうち低クロック製品を外部ファブ専業業者に委託している。
これとは別に、CPUの設計のみを行い、製造権をライセンスする会社もある。この場合は特にオリジナル製品が存在せず、セカンドソースと言うことはない。当該製品を指すには、単にアーキテクチャの語が用いられることが多い。例えばARMアーキテクチャ、MIPSアーキテクチャ等。

### メモリ
D-RAMメモリについては、現在は共同で仕様を策定して、これに沿った製品を開発・製造・販売するようになっている。特定の製品の仕様を元にしてセカンドソースを作る例はほとんどなくなった。
一方で、特定の会社、例えばRambus社とライセンス契約を結び、ここで策定された仕様を用いることもある。Rambus社自体はチップの製造を行わずに、他の会社で製品化を行う。これらは現在ゲームマシン等に用いられている。
ROM(UV-EPROM,EEPROM)については、デファクトスタンダードとも言えるピン配列や使用方法が存在し、これに沿った仕様で製品がつくられる例が多い。駆動方法等は変わりがないので、互換性を保てる。ただし、書き込み時には、製品ごとに消去方法やプログラム方法が異なることも珍しくないので、個別に対応する必要がある。

### ASIC
基本的には、自社製品、或いは特定の顧客向けの製品で、高集積化が進み、多品種少量生産の傾向が強い。また、製品寿命が短くなっていることもあり、同一製品を長期間にわたり継続して製造することは少ない。所定数量の製造で終了するのがほとんどで、自社内の製造ラインを用いたり、ファブ専業業者に製造を委託したり、或いは両方の方法を平行して用いることもある。これも、セカンドソースが行われることはまずない。

### プログラマブルロジックデバイス
プログラマブルロジックデバイスは同一製品を量産して、ユーザー側で必要な論理をプログラミングするデバイスである。初期のPALや、GALなどではセカンドソースが存在したが、近年はファブ専業業者に生産を委託して需要を賄うようになり、セカンドソースはみられない。

### マイクロコントローラ
マイクロコントローラは現在でも互換製品が存在する分野である。著名なところではインテル製8048や8051のセカンドソース品が多数出ており、業界のマイクロコントローラのデファクトスタンダードとも言える。なお、現在はオリジナルのインテル製品が廃品種となっているので、これらは敢えてセカンドソースと言わず、例えば8048互換、或いは8048コンパチブルという表現をする。

### 汎用ロジックIC
TTL(74シリーズ)や、C-MOS(4000シリーズや4500シリーズ等)は、同業他社より数多くのセカンドソースが出ていた分野である。オリジナルと仕様を合わせたものや、論理は同じで動作速度を上げたり消費電力を下げるなどの付加価値を付けたものなど、多種多様なものがあった。現在ではこれらの汎用ロジックICはチップセット等の高集積製品に統合され、単体で使用される場面が減るのに伴ってセカンドソースも姿を消しつつある。
いわゆるセカンドソースのデバイスが見られる分野は、以前に比べて少なくなった。現在見られるのは、
- パソコン・キーボードコントロール用のi8048互換品
- パソコンのRTC(Real Time Clock)
- フラッシュメモリ(BIOS用)
- Ethernet Controller(10Mbps以下)

などである。